# Resultados das rodadas de qualificação da Liga dos Campeões da AFC de 2014
As Rodadas de Qualificação da Liga dos Campeões da AFC de 2014 foram disputadas em três rodadas entre 2 de fevereiro até 15 de fevereiro. As chaves para a disputa foram baseadas no ranking da AFC de cada associação, com os times melhores ranqueados entrando nas rodadas finais. As vagas foram definidas em partida única. Os três vencedores da terceira rodada avançaram a fase de grupos.

## Calendário
| Rodada    | Data do sorteio        | Data da partida |
| --------- | ---------------------- | --------------- |
| 1ª Rodada | 10 de dezembro de 2013 | 2 de fevereiro  |
| 2ª Rodada | 10 de dezembro de 2013 | 8 de fevereiro  |
| 3ª Rodada | 10 de dezembro de 2013 | 15 de fevereiro |

## 1ª Rodada

### Ásia Ocidental
| 2 de fevereiro | Al-Suwaiq | 0 – 1     | Al-Qadsia   | Estádio de Seebe, Seebe                   |
| 19:00 (UTC+4)  |           | Relatório | Keita 90+4' | Público: 6 200 Árbitro: BHR Ali Abdulnabi |

| 2 de fevereiro | Shabab Al-Ordon | 1 – 3 (pro) | Al-Hidd                                  | Estádio Internacional de Amã, Amã            |
| 17:00 (UTC+2)  | Mubaideen 42'   | Relatório   | Juliano 83' (pen.) · Akarandut 96', 102' | Público: 579 Árbitro: OMA Abdullah Al Hilali |

| 2 de fevereiro | Al-Kuwait    | 1 – 0     | Al-Shorta | Estádio Al Kuwait Sports Club, Cidade do Kuwait             |
| 19:30 (UTC+3)  | Nekounam 63' | Relatório |           | Público: 1 450 Árbitro: UAE Mohammed Abdulla Hassan Mohamed |

| 29 de janeiro    | Pune | 0 – 3     | Hà Nội T&T                                        | Complexo Esportivo Shree Shiv Chhatrapati, Pune |
| 18:30 (UTC+5:30) |      | Relatório | Gallagher 52' · Nguyễn Văn Quyết 71' · Hector 83' | Público: 4 500 Árbitro: QAT Abdullah Balideh    |

| 2 de fevereiro | Tampines Rovers | 1 – 2 (pro) | South China       | Estádio Jalan Besar, Singapura          |
| 19:00 (UTC+8)  | Mrdaković 64'   | Relatório   | Barisić 20', 113' | Público: 1 192 Árbitro: JPN Jumpei Iida |

## 2ª Rodada

### Ásia Ocidental
| 8 de fevereiro | Lekhwiya                     | 2 – 1     | Al-Hidd    | Estádio Internacional Khalifa, Doha          |
| 18:00 (UTC+3)  | Nam Tae-Hee 35' · Nasief 48' | Relatório | Nasief 60' | Público: 927 Árbitro: UAE Mohamed Al Zarouni |

| 8 de fevereiro | Baniyas | 0 – 4     | Al-Qadsia                                              | Estádio Baniyas, Abu Dhabi                   |
| 20:00 (UTC+4)  |         | Relatório | Neda 10' · Al Soma 35' · Al Sheikh 73' · Al Ansari 83' | Público: 1 932 Árbitro: KSA Fahad Al-Mirdasi |

| 8 de fevereiro | Al Jaish                                        | 5 – 1     | Nasaf Qarshi | Estádio Suheim Bin Hamad, Doha               |
| 19:00 (UTC+3)  | Go Seul-Ki 4', 27', 80' · Nilmar 36' · Issa 49' | Relatório | Sayfiev 76'  | Público: 5 400 Árbitro: AUS Strebre Delovski |

| 9 de fevereiro[a] | Lokomotiv Tashkent | 1 – 3     | Al-Kuwait           | Lokomotiv Stadium, Tashkent             |
| 14:00 (UTC+5)     | Nagaev 66'         | Relatório | Jemâa 22', 37', 86' | Público: 5 000 Árbitro: JPN Minoru Tōjō |

Notas
- A. ^  A partida entre Lokomotiv Tashkent e Al-Kuwait seria originalmente disputada em 8 de fevereiro, porém foi adiada para o dia seguinte devido as fortes tempestades de neve.[2]

### Ásia Oriental
| 8 de fevereiro | Muangthong United            | 2 – 0     | Hà Nội T&T | Estádio SCG, Nonthaburi                  |
| 19:30 (UTC+7)  | Gjurovski 35' · Bothroyd 62' | Relatório |            | Público: 7 927 Árbitro: KOR Kim Dong-Jin |

| 9 de fevereiro | Chonburi                                | 3 – 0     | South China | Estádio Municipal de Chonburi, Chon Buri |
| 18:30 (UTC+7)  | Pipob On-Mo 19' · Thiago Cunha 37', 55' | Relatório |             | Público: 7 336 Árbitro: AUS Peter Green  |

## 3ª Rodada

### Ásia Ocidental
| 15 de fevereiro | Lekhwiya                                                | 4 – 1     | Al-Kuwait           | Estádio Internacional Khalifa, Doha        |
| 18:00 (UTC+3)   | Soria 29' · Msakni 72' · Boudiaf 78' · Luiz Ceará 90+3' | Relatório | Nekounam 34' (pen.) | Público: 2 075 Árbitro: KOR Kim Jong-Hyeok |

| 15 de fevereiro | Al Jaish                             | 3 – 0     | Al-Qadsia | Estádio Suheim Bin Hamad, Doha         |
| 20:00 (UTC+3)   | Nilmar 36' · Muntari 63' · Jeddo 85' | Relatório |           | Público: 5 326 Árbitro: JPN Ryuji Sato |

### Ásia Oriental
| 15 de fevereiro | Melbourne Victory        | 2 – 1     | Muangthong United | Kardinia Park, Geelong                   |
| 19:45 (UTC+11)  | Troisi 58' · Broxham 83' | Relatório | Gjurovski 22'     | Público: 8 304 Árbitro: JPN Masaaki Toma |

| 15 de fevereiro | Beijing Guoan                                | 4 – 0     | Chonburi | Estádio dos Trabalhadores, Pequim               |
| 19:30 (UTC+8)   | Guerrón 1', 11' · Utaka 18' · Shao Jiayi 89' | Relatório |          | Público: 20 055 Árbitro: UZB Valentin Kovalenko |